# アメリカワシミミズク
アメリカワシミミズク（亜米利加鷲木菟、学名：Bubo virginianus）は、フクロウ目フクロウ科に分類される鳥類の一種。英名はグレイトホーンアウル（大きい角のふくろう）。

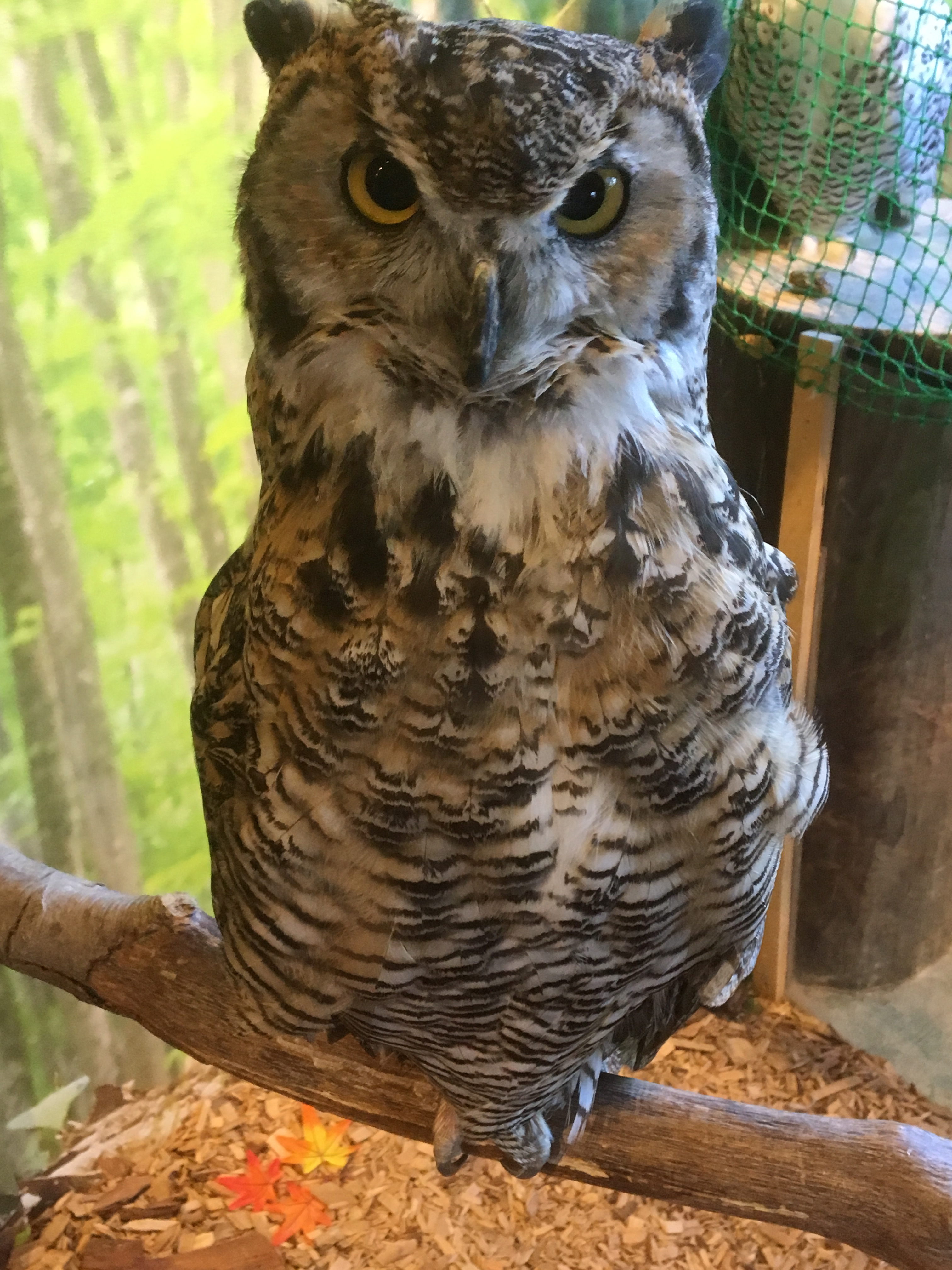
やや緊張した状態

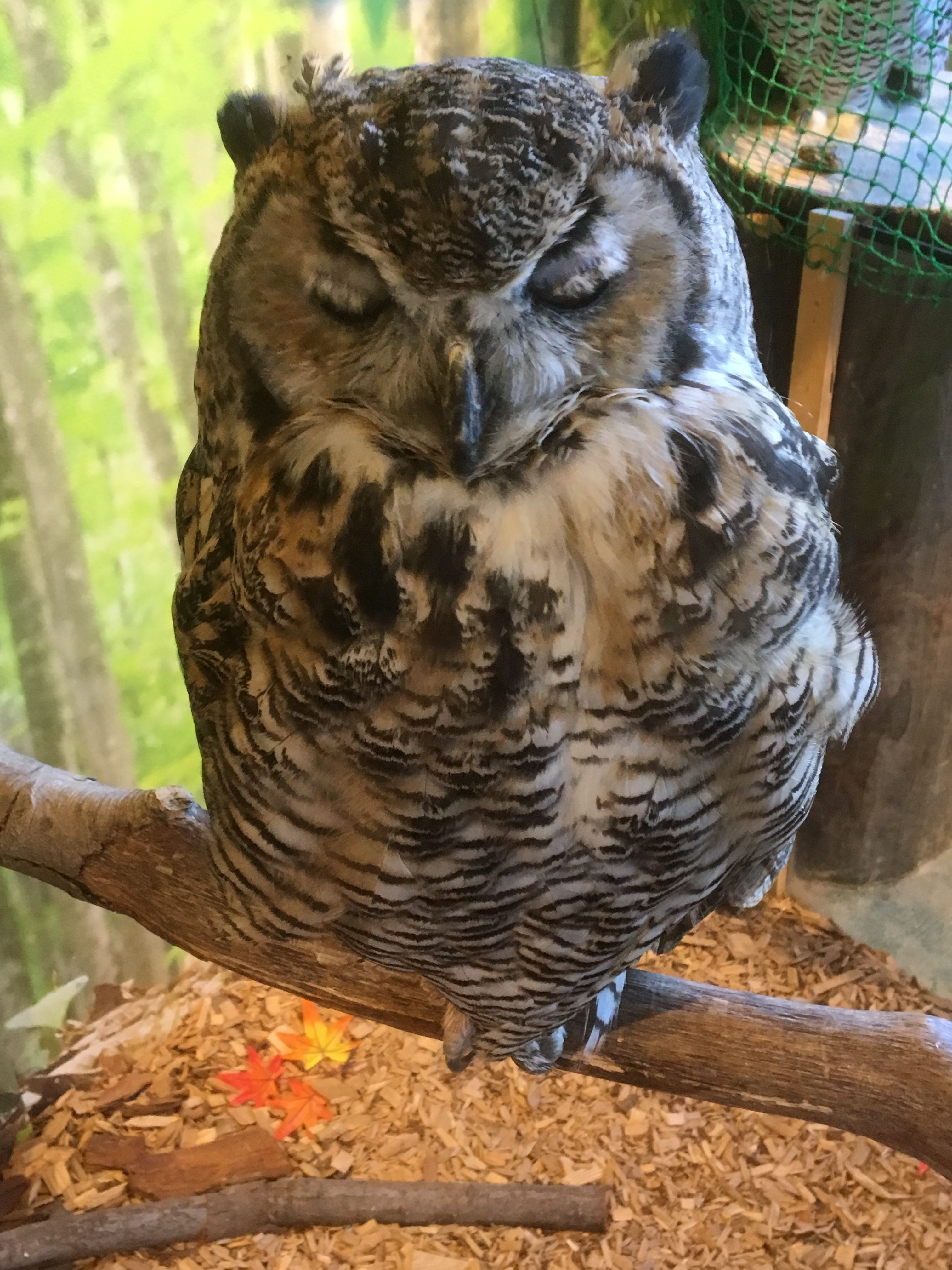
閉眼したアメリカワシミミズク

## 生息地
順応性が高く、都市部を含むアメリカの広範囲に生息する

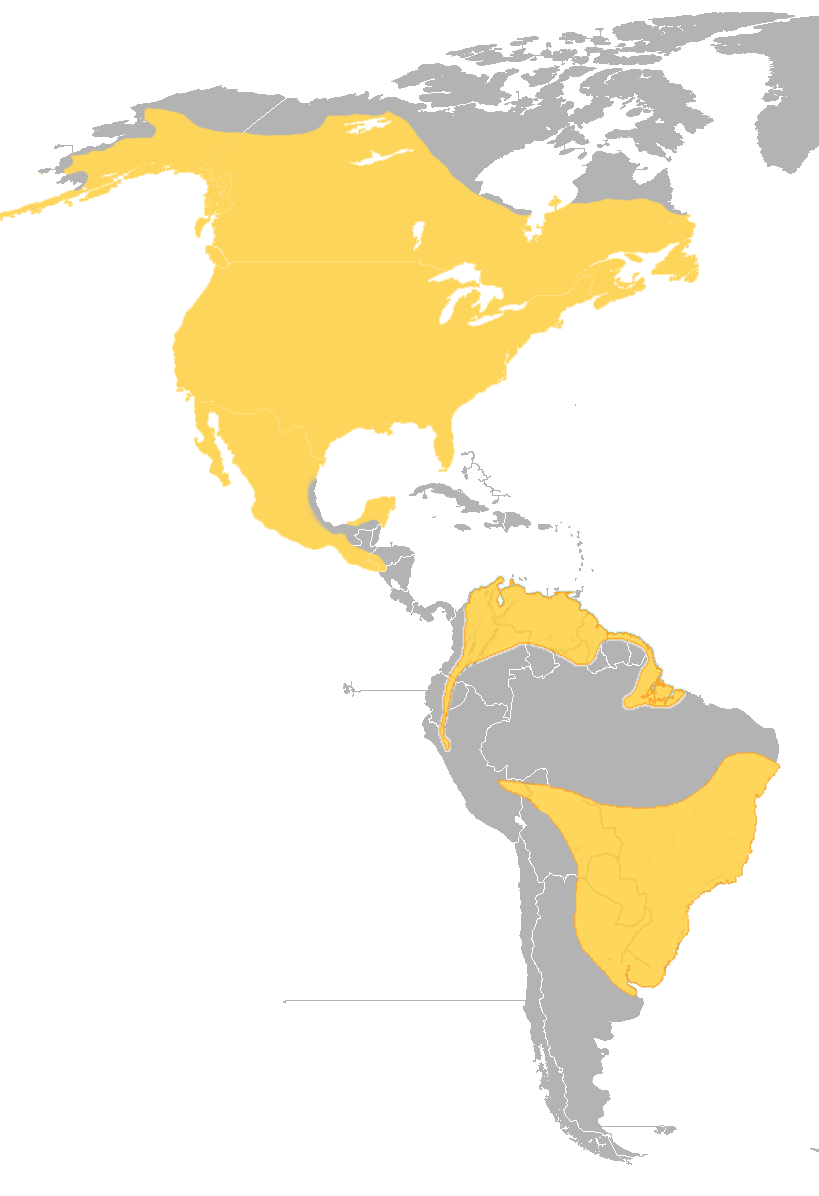
アメリカワシミミズクの生産地

## 亜種
- Bubo virginianus virginianus　基亜種アメリカワシミミズク
- Bubo virginianus subarcticus
- Bubo virginianus pallescens
- Bubo virginianus satyratus

など

## 生態
砂漠、湿地、森林、草原、都市部、農耕地などの開けた場所に生息する。渡りなどは行わずに縄張り意識を持ち、生涯縄張りを維持しようとする。
夜行性。
タカやカラスの古巣、樹洞で子育てをする。北米では、比較的早く営巣を行う種である
食性は肉食性で、小型の哺乳類、鳥類、爬虫類、両生類、魚類、昆虫類を捕食する。自分よりも大きな鳥や哺乳類もとらえるが、小型の昆虫やカエル等も捕食する。
嗅覚はそれほど優れておらず、襲われると強烈な匂いを噴射するスカンクなどもとらえる。